# William Brewster (prédicateur)
Pour l’article homonyme, voir William Brewster.
Pour les articles homonymes, voir Brewster.
 (décembre 2017).
Si vous disposez d'ouvrages ou d'articles de référence ou si vous connaissez des sites web de qualité traitant du thème abordé ici, merci de compléter l'article en donnant les références utiles à sa vérifiabilité et en les liant à la section « Notes et références ».
William Brewster, né vers 1566 à Scrooby et mort le 10 avril 1644 à Duxbury, est un passager du Mayflower et signataire du Mayflower Compact.
Il deviendra le prédicateur de la Colonie de Plymouth.